# مضاعفات احتشاء العضلة القلبية
مضاعفات احتشاء العضلة القلبية (بالإنجليزية: Myocardial infarction complications)‏ قد تحدث مباشرة بعد النوبة القلبية (في المرحلة الحادة)، أو قد تحتاج إلى بعض الوقت (مشكلة مزمنة). فمثلا بعد الاحتشاء، فإن أحد المضاعفات الجلية هو حدوث احتشاء ثاني قد يحدث في مجال الشريان التاجي المتصلب، والذي يغذي منطقة أخرى غير المنطقة المتضررة في الاحتشاء الأول أو قد يحدث في نفس المنطقة إذا كانت هناك أية خلايا حية باقية في مكان الاحتشاء الأول.

## قصور القلب الاحتقاني
احتشاء عضلة القلب قد يتسبب في إضعاف وظيفة القلب كمضخة للدورة الدموية، وهي حالة تسمى قصور القلب. هناك أنواع مختلفة من قصور القلب. قد يحدث قصور للقلب في الجانب الأيمن أو الأيسر (أو كلاهما) وذلك بحسب مكان ومقدار الجء المتضرر في القلب، كما أن هناك نوع من القصور يتصف بالإخراج المنخفض للدم من القلب. وإذا كان أحد صمامات القلب متأثر، فإن ذلك قد يسبب خلل وظيفي، مثل قصور في الصمام المترالي في حالة انسداد الشريان التاجي الأيسر، الأمر الذي يعطل إمدادات الدم للعضلات الحليمية. حدوث قصور القلب مرتفع بشكل خاص في المرضى الذين يعانون من مرض السكري ويتطلب استراتيجيات إدارة خاصة.

## تمزق عضلة القلب
يحدث تمزق عضلة القلب بشكل أكثر شيوعا بعد ثلاثة إلى خمسة أيام من حدوث الاحتشاء، وعادة يكون تمزق لدرجة صغيرة. في العصر الحديث، وفي ظل إعادة التوعي (إعادة الأوعية الدموية) في وقت مبكر، والعلاج الدوائي المكثف في حالات الاحتشاء، فإن حدوث تمزق عضلة القلب يصل لنسبة حوالي 1٪ من جميع حالات الاحتشاء. وقد يحدث هذا التمزق في الجدران الحرة للبطينين، أو للحاجز بينهما، أو للعضلات الحليمية، أو الأذين. يحدث تمزق بسبب زيادة الضغط على الجدران الضعيفة لغرف القلب، بسبب فشل عضلة القلب في ضخ الدم بشكل فعال. كما قد يؤدي هذا الضعف في الجدران إلى تكون أم الدم البطينية.
تشمل عوامل خطر تمزق عضلة القلب كل من اكتمال الاحتشاء (انقطاع كامل للدم وعدم القيام بإعادة التوعي)، والجنس الأنثوي، والعمر المتقدم، وعدم وجود تاريخ سابق للاحتشاء. وبالإضافة إلى ذلك، فإن خطر التمزق يكون أعلى نسبة في الأفراد الذين تم عمل إعادة توعي لهم باستخدام عقاقير تحلل الجلطات أكثر من المرضي الذي تم اتخاذ إجراء جراحي معهم. ويُمثل الإجهاد الموجود بين الجزء المحتشي والجزء السلم المجاور له (والذي قد يكون شديد الانقباض في فترة ما بعد الاحتشاء) كقوي قص تجعل من عضلة القلب قابلة للتمزق.
يُعتبر التمزق عادة حدث كارثي، يمكن أن يؤدي إلى حالة تهدد الحياة تُعرف باسم الاندحاس القلبي، حيث يتراكم الدم داخل التامور (أو الكيس المحيط بالقلب)، ويضغط علي القلب إلى النقطة التي تفشل فيها وظية القلب كمضخة. كما أن تمزق الحاجز البين بطيني (الحاجر العضلي الفاصل بين البطينين الأيمن والأيسر) قد يسبب عيب الحاجز البطيني، وتحول الدم عبر هذا عيب من الجانب الأيسر من القلب إلى الجانب الأيمن، الأمر الذي يمكن أن يؤدي إلى فشل البطين الأيمن واحتقان الرئة. كما أن تمزق العضلات الحليمية قد يؤدي أيضا إلى قصور التاجي الحاد ووالذمة الرئوية وربما يتسبب لاحقا في صدمة قلبية.

## عدم انتظام ضربات القلب
الرصاص الكهربائي تبين عدم انتظام دقات القلب البطيني.
باعتبار أن الخصائص الكهربائية للأنسجة المتضررة من الاحتشاء تتغير، فإن ذلك يسبب عدم انتظام ضربات القلب كأحد المضاعفات المتكررة. قد تسبب ظاهرة إعادة الدخول معدلات ضربات قلب سريعة، وقد يسبب نقص التروية في نظام التوصيل الكهربائي للقلب إلى إحصار القلب

## التهاب التامور
كرد فعل على الضرر الذي لحق بعضلة القلب، فإن الخلايا الالتهابية تنجذب تجاه العضلة. وقد يصل الالتهاب ويؤثر على كيس القلب. وهذا ما يسمى بالتهاب التامور. وفي متلازمة دريسلر، فإن هذا يحدث بعد عدة أسابيع من الحدث الأولي.

## الصدمة القلبية
الصدمة القلبية هي أحد المضاعفات التي قد تحدث في الوضع الحاد بعد فترة قصيرة من احتشاء عضلة القلب، أو في خلال الأسابيع التالية. وتعرف الصدمة القلبية بأنها حالة للدورة الدموية يكون فيها القلب غير قادر علي ضخ نتاج قلبي كاف لإرواء الأنسجة المختلفة بكمية كافية من الدم المؤكسج.